# Pachnoda postmedia
Pachnoda postmedia är en skalbaggsart som beskrevs av Moser 1915. Pachnoda postmedia ingår i släktet Pachnoda och familjen Cetoniidae. Utöver nominatformen finns också underarten P. p. austera.